# Alder Bourne
Der Alder Bourne ist ein Wasserlauf in Buckinghamshire, England. Er entsteht nordwestlich von Fulmer und fließt zunächst in einer östlichen Richtung durch den Ort. Östlich des Autobahnkreuzes des M25 motorway und des M40 motorway wendet er sich in südlicher Richtung, in der er bis zu seiner Mündung in den Colne Brook fließt.